# Obermühle Neumorschen

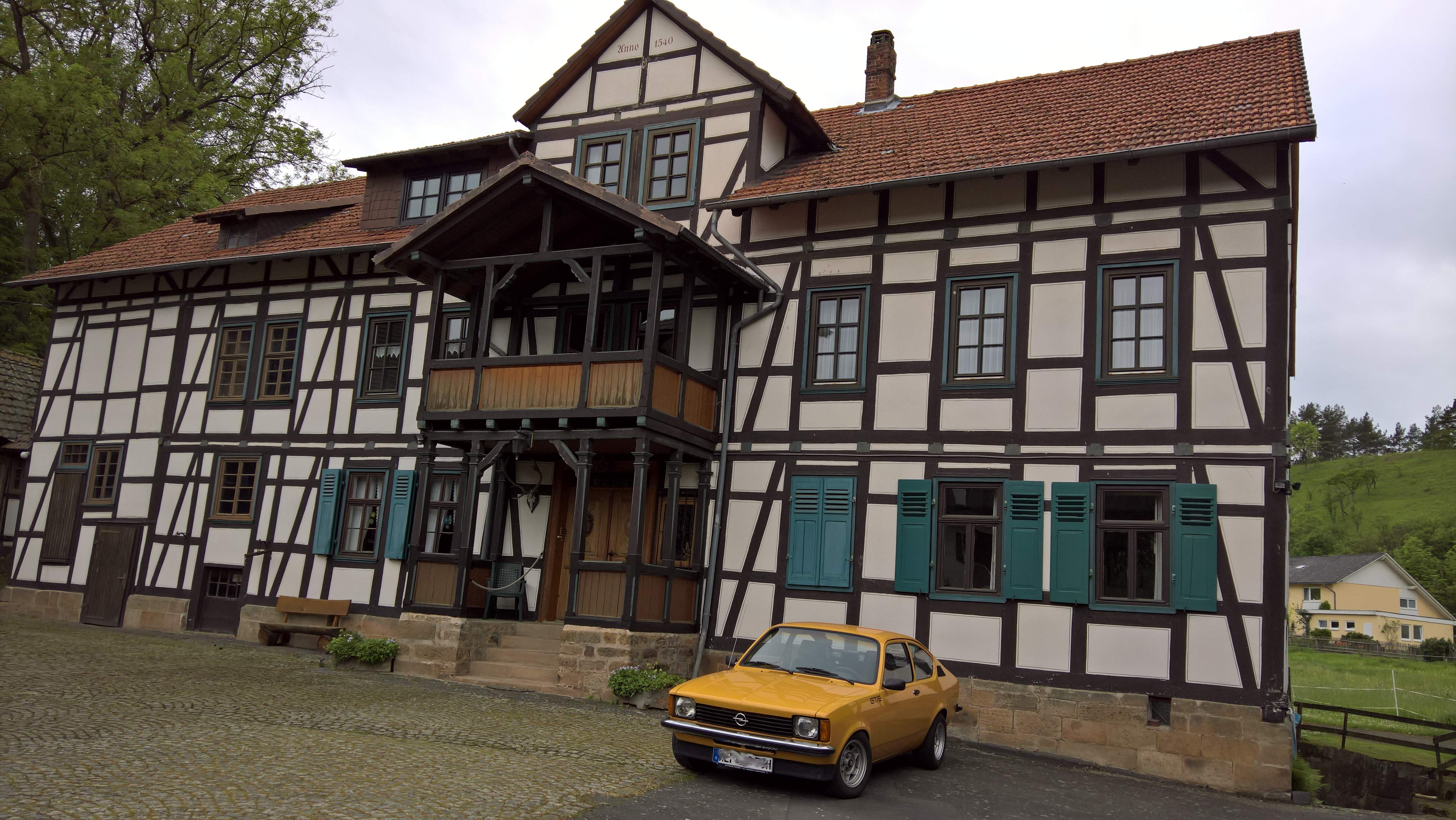
Die Obermühle Neumorschen, Frontansicht (2017)

Die Obermühle Neumorschen ist eine 1958 stillgelegte ehemalige Wassermühle am Südwestrand des Dorfes Neumorschen, einem Ortsteil der Gemeinde Morschen im Schwalm-Eder-Kreis in Hessen. Sie liegt am Mühlenweg 2, etwa 100 m nördlich der Landesstraße L 3225, die von Neumorschen nach Wichte führt.

## Geschichte
Neumorschen, an der Fulda und deren Nebenfluss Wichte gelegen, war ein bedeutender Mühlenort, nach Spangenberg der bedeutendste im ehemaligen landgräflich-hessischen Amt Spangenberg. Es gab insgesamt fünf Mühlen im Ort, darunter die in landgräflichem Besitz befindliche Wogmühle/Waagmühle, die Heckmühle (oder Heckenmühle), beide an der Fulda, und die Obermühle an der Wichte.
Die Obermühle ist mehr als 400 Jahre nachweisbar: die „oberschlächtige Erbmühle mit einem Mahlgang“ war in Privatbesitz und wird im Spangenberger Salbuch von 1540 erwähnt. Die Mühle war zweitrangig, da die meisten Orte schon zuvor zur Waagmühle „gebannt“ waren.
1564 war Heintze Sachse Müller in der Obermühle. Spätestens 1579 gehörte sie dann Conrad Redder; dieser zinste 5 Albus für den Wassergang sowie weitere 6 Albus und 1 Viertel (3 Zentner) Weizen und lieferte 2 Gänse und 4 Hähne jährlich an den landgräflichen Rentmeister. Auch 1618 wird die „Obermoln“ in Rechnungen erwähnt. Damals zinste Florian Herting 8 Metzen Weizen. Möglicherweise war Hans Herting in der Heckenmühle am anderen Fuldaufer sein Bruder.
1628 wird die Obermühle in einem Prozess genannt: Der Gerichts-Schultheiß und Wirt im Weinhaus (dem heutigen Rathaus) Paul Ewel und zwei Dorfbewohner zerstörten das Mühlenwehr und mussten sechs Gulden Strafe zahlen und drei Nächte Turmstrafe absitzen.
Der Müllerbrief von 1710 bestimmte, dass beim Tod des Müllers seine Familie 2 Gulden zahlen musste, ebenso wenn der Landgraf verschied. Das Grundstück mit Mühle und Scheune war 1½ Kasseler Acker groß; dazu kamen vorn und hinten ein Garten. Auch gehörten 32 Acker Land zur Mühle, sowie ein Pferd, ein Ochse, zwei Kühe und 20 Schafe. Der Gesamtwert des Betriebs war damals mit 450 Talern angegeben. Jährlich wurden etwa 180 Viertel (etwa 225 Doppelzentner) Mahlgut verschiedener Frucht produziert. Darauf mussten Steuern auch an das Kloster Haydau und die Kirche in Spangenberg bezahlt werden.

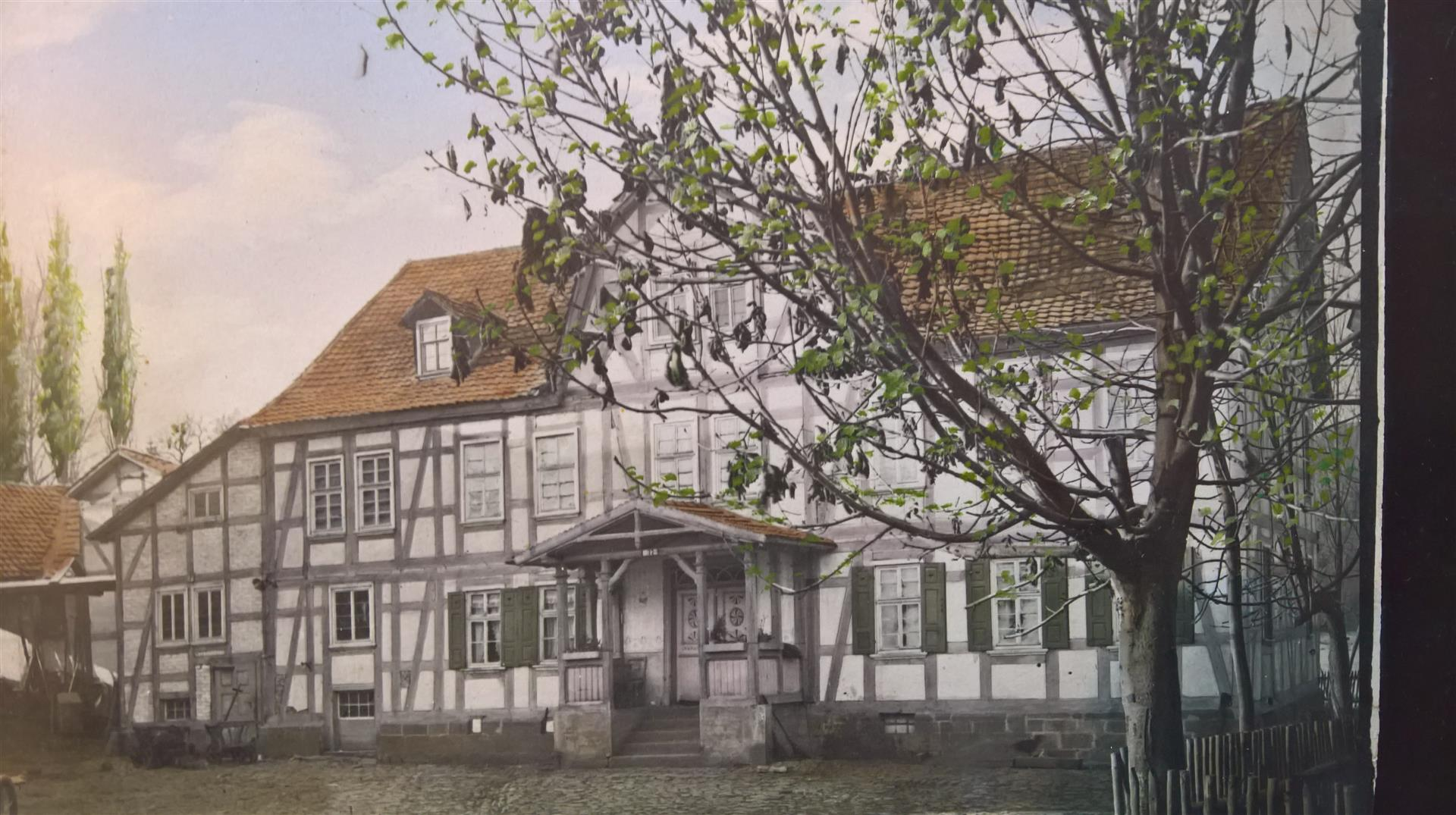
Die Obermühle um 1900

Der interessanteste Besitzer der Mühle war wohl ab 1794 der Schulmeister Ellenberger, der zugleich Obermüller, Lehrer, Bauer und bald auch Gerichtsschultheiß des Gerichts „uff der Fulda“ mit Sitz Altmorschen im Amt Spangenberg, Schultheiß und Verwaltungsbeamter für Alt- und Neumorschen, Wichte, Konnefeld, Binsförth und Heina, die heutige Domäne Fahre und die Grüneismühle im Beisetal war.
1862 erwarb Jacob Kerste aus Konnefeld die Mühle. Ihm folgte sein Sohn Arnold. Bei dessen Tod waren seine Kinder noch klein, sodass die Witwe Martha Kerste geb. Ehrenfried, Hof und Mühle führte, bis der Sohn Heinrich sie 1932 übernehmen konnte. Dessen Tochter Elfriede heiratete den Bauern Arnold Selhausen aus Eubach, der kein Müller mehr war und die inzwischen unrentabel gewordene Mühle 1958 stilllegte.

## Mühlenwerk
Der Antrieb des Mühlenwerkes geschah durch ein oberschlächtiges Wasserrad von 4,50 m Durchmesser und 0,9 m Breite. Der Höhenunterschied betrug ca. 4,80 m. Das Gerinne war aus Eisenblech von 0,80/0,70 m Breite. Über dem Mühlrad befand sich eine Klappe, durch die das Betriebswasser an- und abgestellt werden konnte.
Betrieben wurden zwei Mahlgänge, ein Schrotgang und ein Walzenstuhl sowie eine Gattersäge und eine Kreissäge, später auch eine Turbine zur Erzeugung elektrischer Kraft. Die nutzbare Kraft betrug ungefähr 7 Pferdestärken. Die Höchstleistung betrug ca. 20 Zentner pro Tag.